# Американская история преступлений
«Америка́нская исто́рия преступле́ний» (англ. American Crime Story) — американский криминальный сериал-антология, основанный на реальных событиях, созданный Скоттом Александером и Ларри Карезюски, которые являются исполнительными продюсерами, с Брэдом Фэлчаком, Ниной Джейкобсон, Райаном Мёрфи и Брэдом Симпсоном. Является 2 сериалом одноимённой франшизы. Премьера сериала состоялась на канале FX 2 февраля 2016 года.
Первый сезон, «Народ против О. Джея Симпсона», представляет дело об убийстве, совершённом О. Джеем Симпсоном, основан на книге Джеффри Тубина «Главный забег в его жизни: Народ против О. Джея Симпсона».
Второй сезон, «Убийство Джанни Версаче», исследует убийство дизайнера Джанни Версаче, которое было совершено серийным убийцей Эндрю Кьюнененом. Он основан на книге Морин Орт «Вульгарные одолжения: Эндрю Кьюненен, Джанни Версаче и самая большая неудачная полицейская облава в истории США».
Третий сезон, «Импичмент», вышел 7 сентября 2021 года. Его сюжет сосредоточен на политическом сексуальном скандале Клинтон-Левински. Съёмки сезона стартовали в ноябре 2020 года.
На данный момент судьба ранее заявленного сезона под названием «Катрина», который изначально планировался стать третьим, неизвестна. Сюжет этого сезона должен был быть сосредоточен на последствиях урагана Катрина. Скорее всего, он станет четвёртым, но пока официальной информации не поступало. В феврале 2019 года стало известно, что от данного сюжета отказались и его не будет в будущих сезонах.
На текущий момент продюсерами сериала было анонсировано, что четвертый сезон "Студия 54" будет сконцентрирован на работе ночного клуба в период 1970-х годов, в котором незаконно предлагался гостям алкоголь, посетителями принимались наркотические средства, сексуальные оргии в стенах заведения не были редкостью, а хозяева заведения были обвинены в уклонении от уплаты налогов. Студию 54 посещали в том числе известные общественным массам люди.

## В ролях

### «Народ против О. Джея Симпсона»

#### Основной состав
- Стерлинг К. Браун — Кристофер Дарден
- Кеннет Чой[англ.] — Судья Лэнс Ито[англ.]
- Кристиан Клеменсон — Уильям Ходжман
- Кьюба Гудинг-мл. — О. Джей Симпсон
- Брюс Гринвуд — Гил Гарцетти[англ.]
- Нейтан Лейн — Ф. Ли Бэйли[англ.]
- Сара Полсон — Марша Кларк
- Дэвид Швиммер — Роберт Кардашян
- Джон Траволта — Роберт Шапиро[англ.]
- Кортни Б. Вэнс — Джонни Кокран[англ.]

#### Повторяющиеся роли
- Крис Бауэр — детектив Том Лэнг
- Сельма Блэр — Крис Дженнер
- Джордана Брюстер — Дениз Браун
- Конни Бриттон — Фэй Резник[англ.]
- Гарретт М. Браун — Лу Браун
- Крис Коннер — Джеффри Тубин[англ.]
- Дейл Годболдо[англ.] — Карл Э. Дуглас[англ.]
- Джессика Блэр Херман — Ким Голдман
- Эван Хэндлер — Алан Дершовиц
- Ларри Кинг — в роли самого себя
- Шерил Лэдд — Линелл Шапиро
- Билли Магнуссен — Като Кэйлин[англ.]
- Роб Морроу — Барри Шек[англ.]
- Роберт Морс — Доминик Данн[англ.]
- Майкл Макгрейди[англ.] — детектив Филлип Ваннаттер
- Энджел Паркер — Шон Чэпмен[англ.]
- Стивен Паскаль[англ.] — Марк Фурман[англ.]
- Леонард Робертс[англ.] — Деннис Шацман
- Киша Шарп — Дейл Кокрейн
- Джозеф Сираво[англ.] — Фред Голдман
- Малькольм-Джамал Уорнер — Эл Каулингс[англ.]

### «Убийство Джанни Версаче»

#### Основной состав
- Даррен Крисс — Эндрю Кьюненен
- Пенелопа Крус — Донателла Версаче
- Эдгар Рамирес — Джанни Версаче
- Рики Мартин — Антонио Д'Амико[англ.]
- Нико Эверс-Свинделл[англ.] — Фил Коут
- Макс Гринфилд — Ронни Холстон
- Финн Уиттрок — Джеффри Трэйл
- Аннали Эшфорд — Лиззи Коут

### «Импичмент»[7]

#### Основной состав
- Сара Полсон — Линда Трипп
- Бини Фелдштейн — Моника Левински
- Клайв Оуэн — Билл Клинтон
- Иди Фалко — Хиллари Клинтон

#### Повторяющиеся роли
- Аннали Эшфорд — Паула Джонс
- Билли Айкнер — Мэтт Драдж
- Коби Смолдерс —  Энн Коултер
- Таран Киллэм — Стив Джонс, муж Паулы Джонс
- Энтони Грин — Альберт Гор
- Марго Мартиндейл — Люсьен Голдберг

## Эпизоды
| Сезон | Сезон | Название                      | Эпизоды | Оригинальная дата показа | Оригинальная дата показа |
| Сезон | Сезон | Название                      | Эпизоды | Премьера сезона          | Финал сезона             |
| ----- | ----- | ----------------------------- | ------- | ------------------------ | ------------------------ |
|       | 1     | Народ против О. Джея Симпсона | 10      | 2 февраля 2016           | 5 апреля 2016            |
|       | 2     | Убийство Джанни Версаче       | 9       | 17 января 2018           | 14 марта 2018            |
|       | 3     | Импичмент                     | 10      | 7 сентября 2021          | 9 ноября 2021            |

## Награды и номинации
| Награда                                                                    | Категория                                                                                | Номинант                                                           | Результат |
| -------------------------------------------------------------------------- | ---------------------------------------------------------------------------------------- | ------------------------------------------------------------------ | --------- |
| 5-я церемония премии Critics' Choice Television                            | Самый восхитительный сериал                                                              | «Американская история преступлений»                                | Победа    |
| 7-я церемония премии Critics' Choice Television                            |                                                                                          |                                                                    |           |
| Лучший фильм/мини-сериал                                                   | «Народ против О. Джея Симпсона: Американская история преступлений»                       | Победа                                                             |           |
| Лучший актёр в фильме или мини-сериале                                     | Куба Гудинг-мл.                                                                          | Номинация                                                          |           |
| Лучший актёр в фильме или мини-сериале                                     | Кортни Б. Вэнс                                                                           | Победа                                                             |           |
| Лучшая актриса в фильме/мини-сериале                                       | Сара Полсон                                                                              | Победа                                                             |           |
| Лучший актёр второго плана в фильме/мини-сериале                           | Стерлинг К. Браун                                                                        | Победа                                                             |           |
| Лучший актёр второго плана в фильме/мини-сериале                           | Джон Траволта                                                                            | Номинация                                                          |           |
| Премия BET 2016                                                            |                                                                                          |                                                                    |           |
| Лучший актёр                                                               | Кортни Б. Вэнс                                                                           | Номинация                                                          |           |
| Золотой глобус-2017                                                        | Лучший мини-сериал или телефильм                                                         | «Народ против О. Джея Симпсона: Американская история преступлений» | Победа    |
| Золотой глобус-2017                                                        | Лучшая мужская роль — мини-сериал или телефильм                                          | Кортни Б. Вэнс                                                     | Номинация |
| Золотой глобус-2017                                                        | Лучшая женская роль — мини-сериал или телефильм                                          | Сара Полсон                                                        | Победа    |
| Золотой глобус-2017                                                        | Лучшая мужская роль второго плана — мини-сериал, телесериал или телефильм                | Стерлинг К. Браун                                                  | Номинация |
| Золотой глобус-2017                                                        | Лучшая мужская роль второго плана — мини-сериал, телесериал или телефильм                | Джон Траволта                                                      | Номинация |
| 68-я церемония премии «Эмми» (68-я церемония творческой премии «Эмми»)     |                                                                                          |                                                                    |           |
| Лучший мини-сериал                                                         | «Народ против О. Джея Симпсона: Американская история преступлений»                       | Победа                                                             |           |
| Лучший актёр в мини-сериале или фильме                                     | Кортни Б. Вэнс                                                                           | Победа                                                             |           |
| Лучший актёр в мини-сериале или фильме                                     | Куба Гудинг-мл.                                                                          | Номинация                                                          |           |
| Лучшая актриса в мини-сериале или фильме                                   | Сара Полсон                                                                              | Победа                                                             |           |
| Лучший актёр второго плана в мини-сериале или фильме                       | Стерлинг К. Браун                                                                        | Победа                                                             |           |
| Лучший актёр второго плана в мини-сериале или фильме                       | Дэвид Швиммер                                                                            | Номинация                                                          |           |
| Лучший актёр второго плана в мини-сериале или фильме                       | Джон Траволта                                                                            | Номинация                                                          |           |
| Лучшая режиссура мини-сериала, фильма или драматической программы          | Райан Мёрфи (за «From the Ashes of Tragedy»)                                             | Номинация                                                          |           |
| Лучшая режиссура мини-сериала, фильма или драматической программы          | Джон Синглтон (за «The Race Card»)                                                       | Номинация                                                          |           |
| Лучшая режиссура мини-сериала, фильма или драматической программы          | Энтони Хемингуэй (за «Manna from Heaven»)                                                | Номинация                                                          |           |
| Лучший сценарий мини-сериала, фильма или драматической программы           | Скотт Александер и Ларри Карезюски (за «From the Ashes of Tragedy»)                      | Номинация                                                          |           |
| Лучший сценарий мини-сериала, фильма или драматической программы           | Джо Роберт Коул (за «The Race Card»)                                                     | Номинация                                                          |           |
| Лучший сценарий мини-сериала, фильма или драматической программы           | Д. В. ДеВинсентис (за «Marcia, Marcia, Marcia»)                                          | Победа                                                             |           |
| Лучший кастинг в мини-сериале, фильме или специальной программе            | Джинн Маккарти, Николь Абеллера Холлман, Кортни Брайт и Николь Дэниелс                   | Победа                                                             |           |
| Лучшая операторская работа в мини-сериале или фильме                       | Нельсон Крэгг (за «From the Ashes of Tragedy»)                                           | Номинация                                                          |           |
| Лучшие костюмы в историческом/фэнтезийном сериале, мини-сериале или фильме | Хала Бахмет, Марина Рэй и Элинор Бардах (за «Marcia, Marcia, Marcia»)                    | Номинация                                                          |           |
| Лучшие причёски в мини-сериале или фильме                                  | Крис Кларк, Натали Дрисколл, Шэй Санфорд-Фонг и Катрина Шевалье                          | Победа                                                             |           |
| Лучший грим в мини-сериале или фильме (несложный)                          | Эрин Крюгер Мекаш, Зои Хэй, Хэзер Плотт, Дебора Хасс Хамфрис, Луис Гарсия и Бекки Коттон | Номинация                                                          |           |
| Лучший монтаж однокамерного сериала или фильма                             | Адам Пенн (за «From the Ashes of Tragedy»)                                               | Номинация                                                          |           |
| Лучший монтаж однокамерного сериала или фильма                             | С. Чи-Юн Чун (за «The Race Card»)                                                        | Победа                                                             |           |
| Лучший монтаж однокамерного сериала или фильма                             | Стюарт Шилл (за «The Verdict»)                                                           | Номинация                                                          |           |
| Лучший звук в мини-сериале или фильме                                      | Doug Andham, Joe Earle, and John Bauman (for "From the Ashes of Tragedy")                | Победа                                                             |           |
| 32-я церемония премии TCA                                                  | Программа года                                                                           | «Народ против О. Джея Симпсона: Американская история преступлений» | Победа    |
| 32-я церемония премии TCA                                                  | Выдающиеся достижения в фильме, мини-сериале или специальной программе                   | «Народ против О. Джея Симпсона: Американская история преступлений» | Победа    |
| 32-я церемония премии TCA                                                  | Личные достижения в драме                                                                | Сара Полсон                                                        | Победа    |
| 32-я церемония премии TCA                                                  | Личные достижения в драме                                                                | Кортни Б. Вэнс                                                     | Номинация |